# Paide (municipio)
Paide (en estonio: Paide linn) es un municipio urbano de Estonia, en el condado de Järva. Tiene una población de 10,438 habitantes en 2022. Comprende la ciudad de Paide y los asentamientos de las antiguas parroquias de Paide y Roosna-Alliku.

## Asentamientos

### Ciudades
- Paide

### Boroughs
- Roosna-Alliku

### Aldeas
- Allikjärve
- Anna
- Eivere
- Esna
- Kaaruka
- Kihme
- Kirila
- Kirisaare
- Kodasema
- Koordi
- Korba
- Kriilevälja
- Mustla
- Mustla-Nõmme
- Mäeküla
- Mäo
- Mündi
- Nurme
- Nurmsi
- Oeti
- Ojaküla
- Otiku
- Pikaküla
- Prääma
- Puiatu
- Purdi
- Sargvere
- Seinapalu
- Sillaotsa
- Suurpalu
- Sõmeru
- Tarbja
- Tännapere
- Valasti
- Valgma
- Vedruka
- Veskiaru
- Viisu
- Viraksaare
- Võõbu

## Relaciones internacionales

### Ciudades hermanas
Paide está hermanada con:
- Annaberg-Buchholz, Alemania
- Fredensborg, Dinamarca
- Håbo, Suecia
- Hamina, Finlandia
- Havířov, República Checa
- Jämijärvi, Finlandia
- Mažeikiai, Lituania
- Pereiaslav, Ucrania
- Saldus, Letonia
- Westminster, Estados Unidos

## Galería

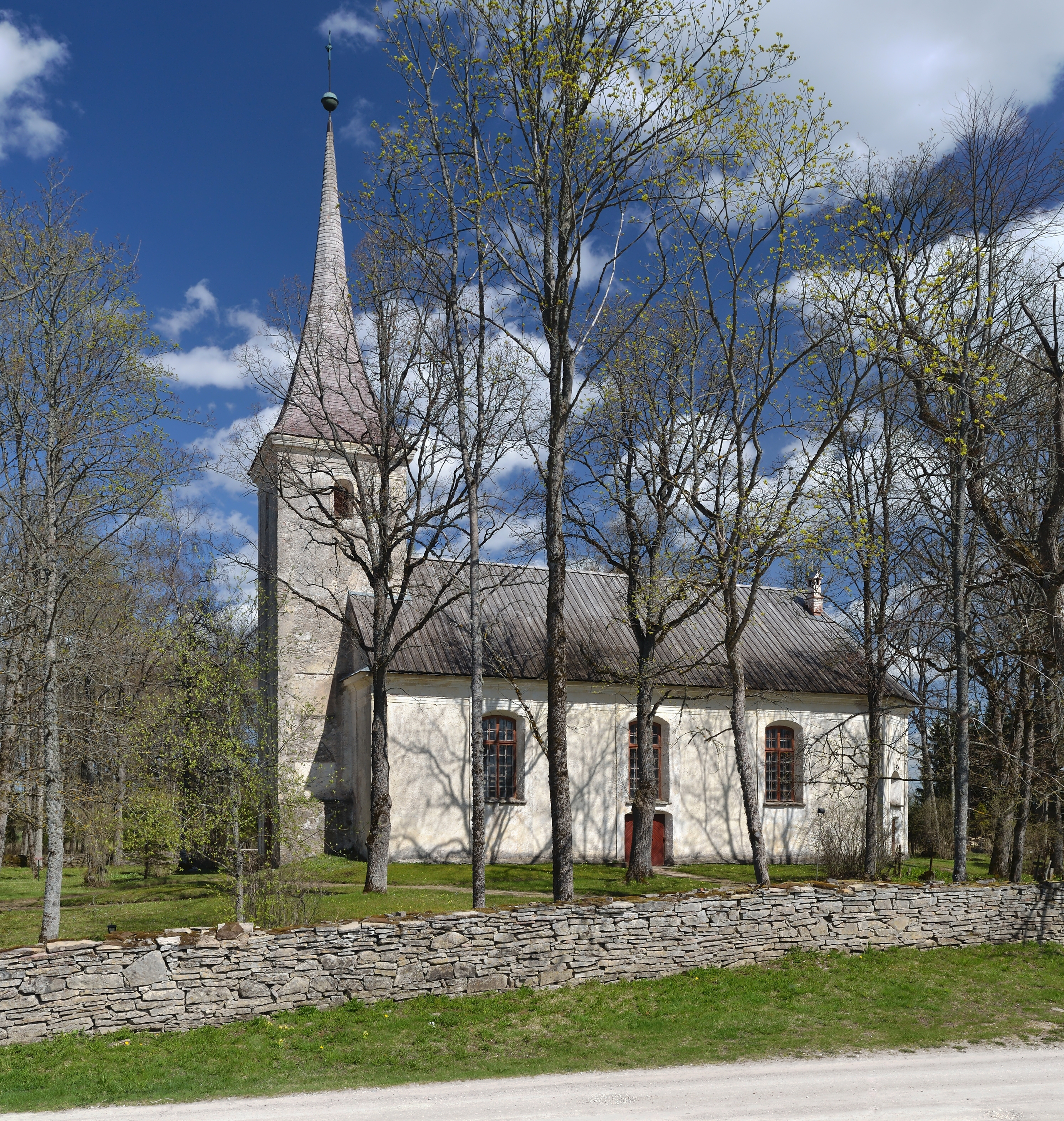
Anna
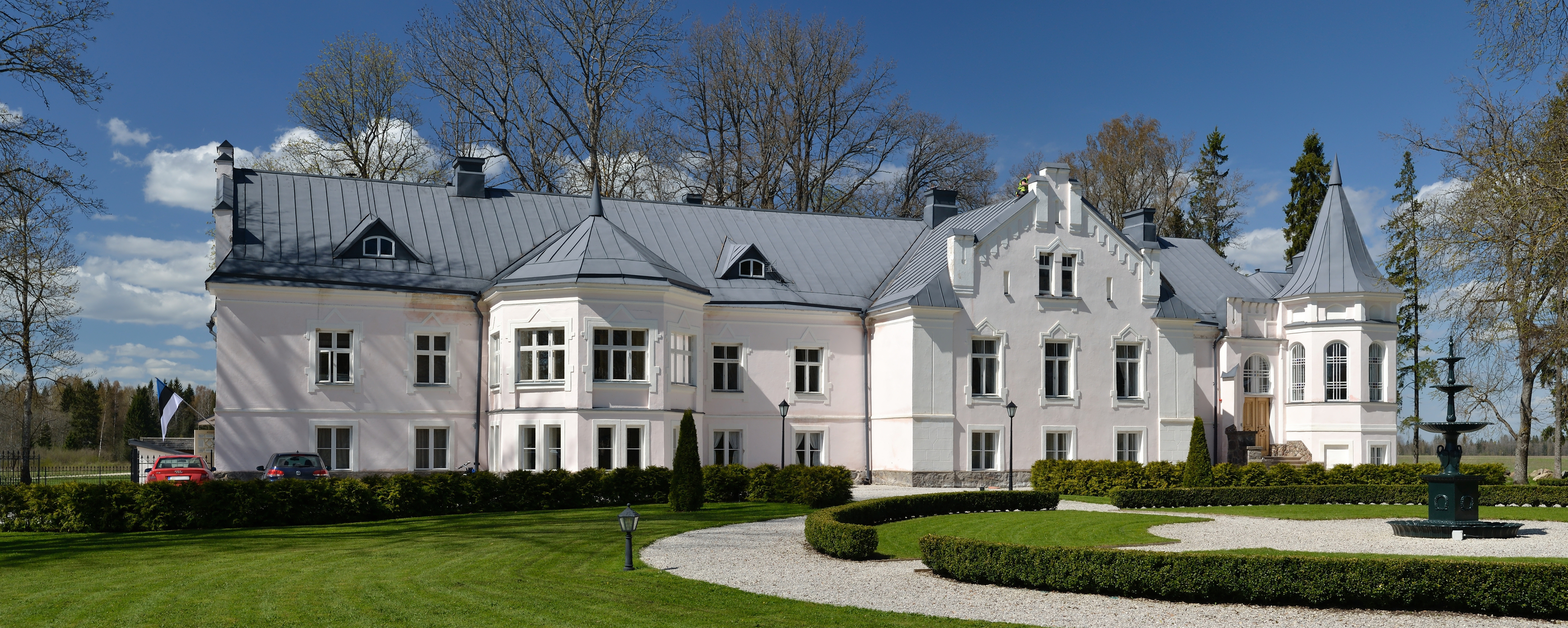
Eivere
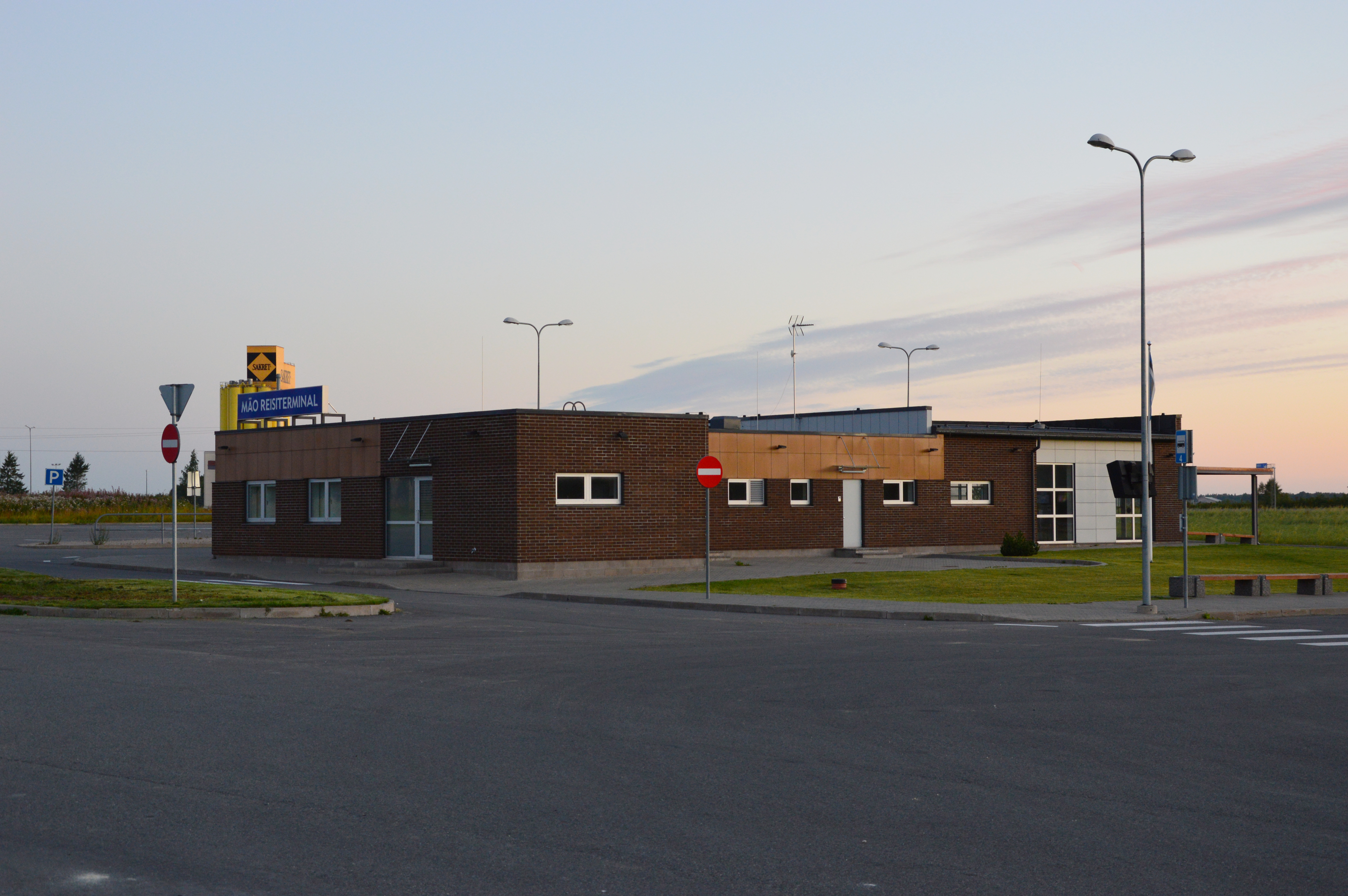
Mäo
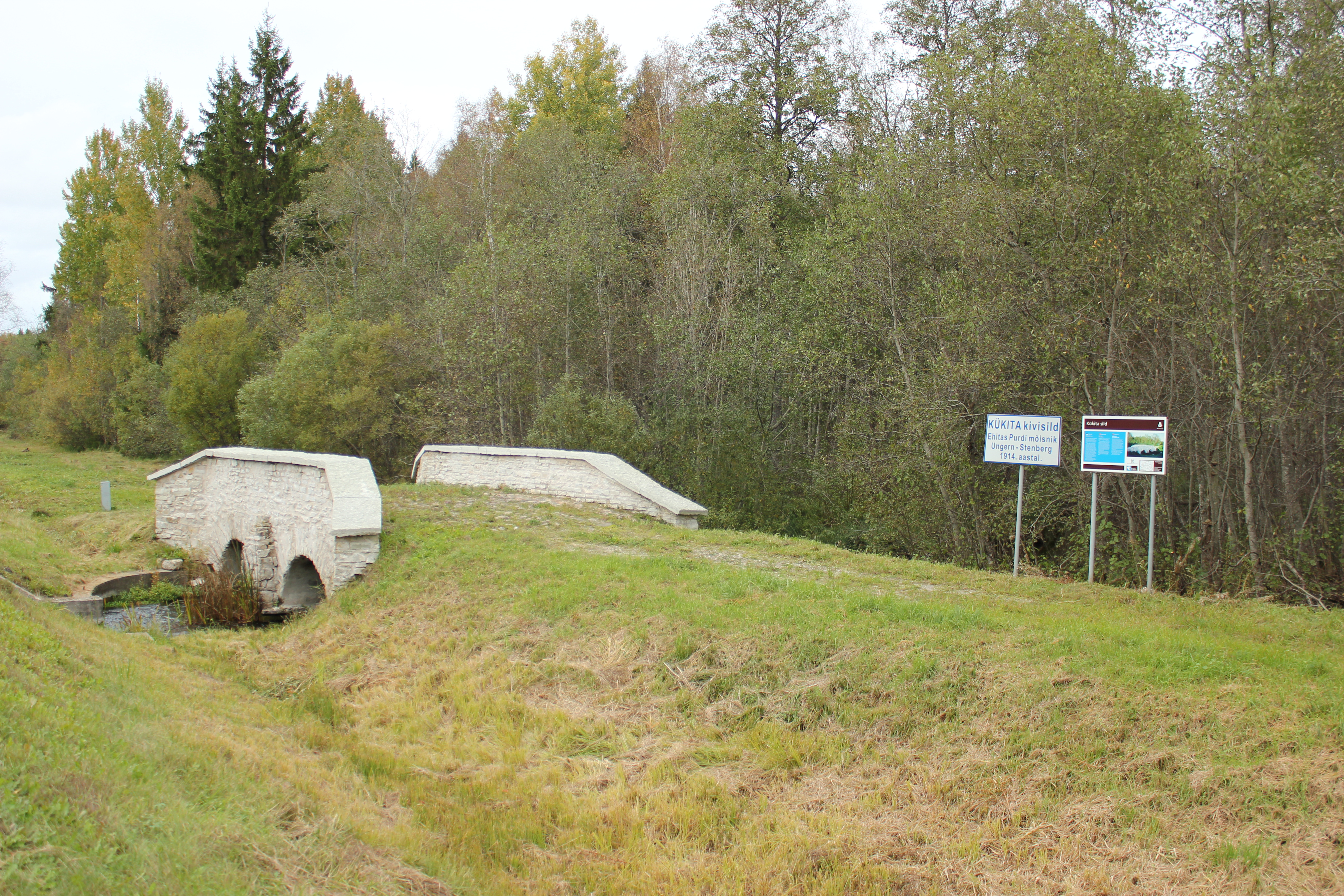
Tarbja
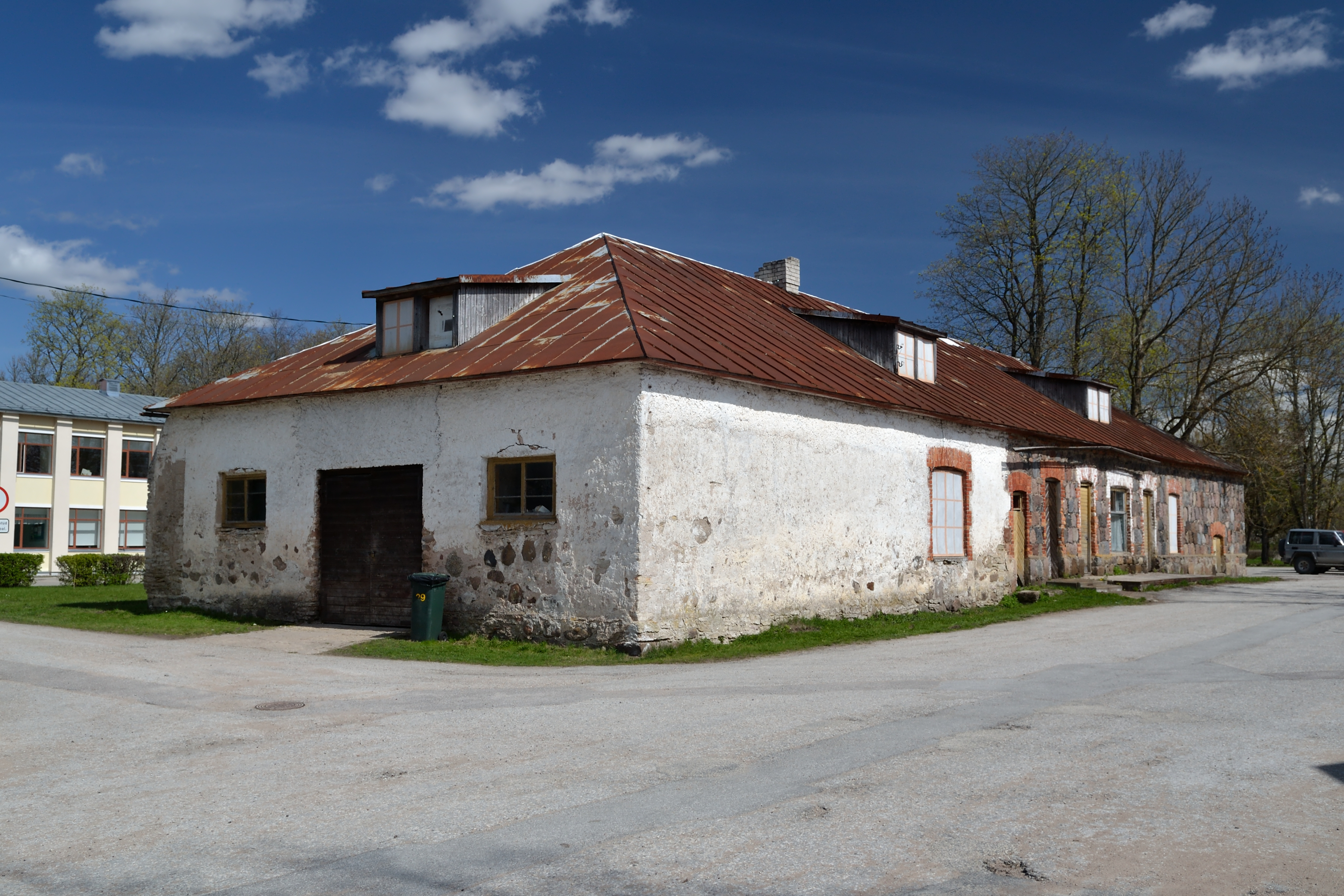
Roosna-Alliku
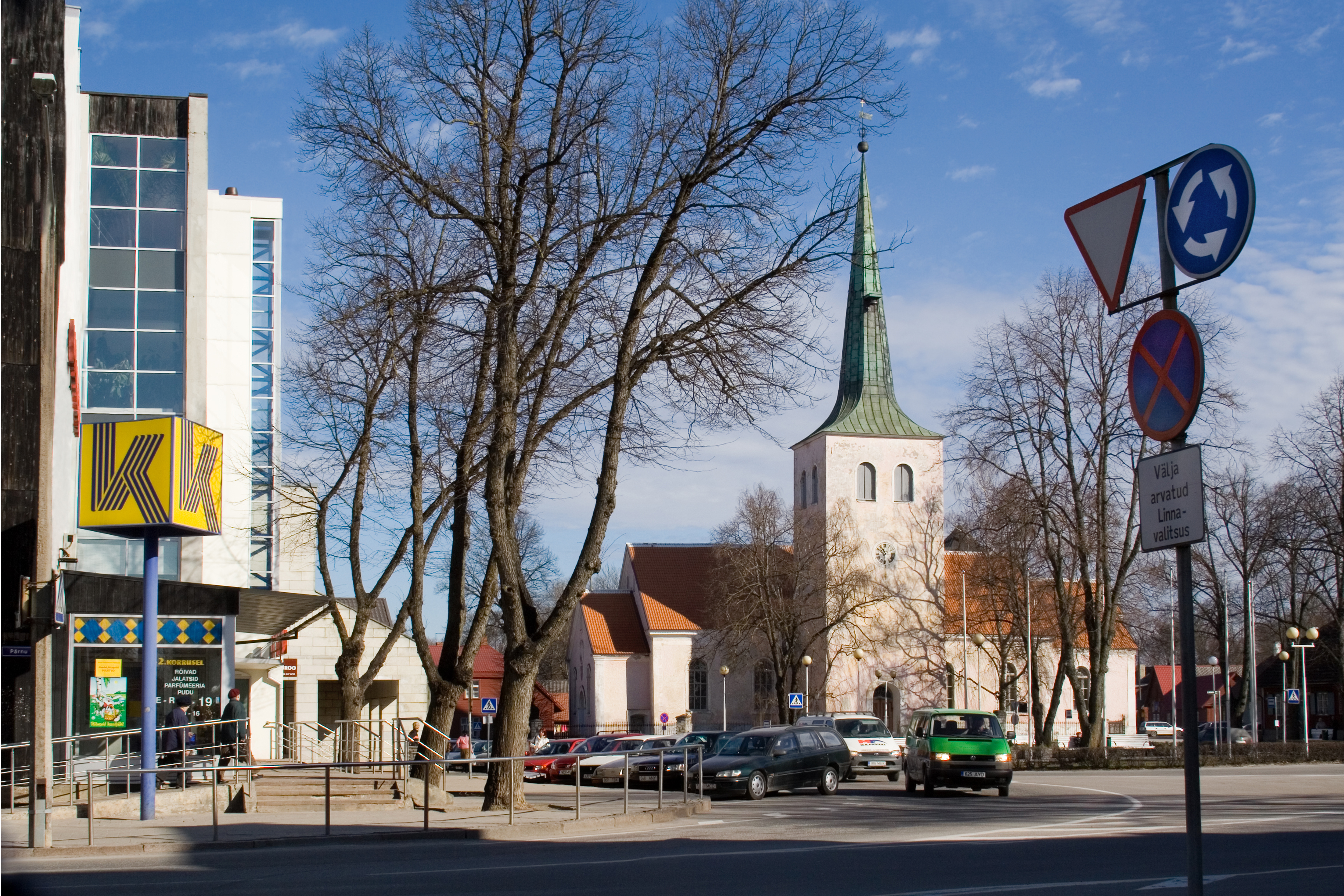
Paide
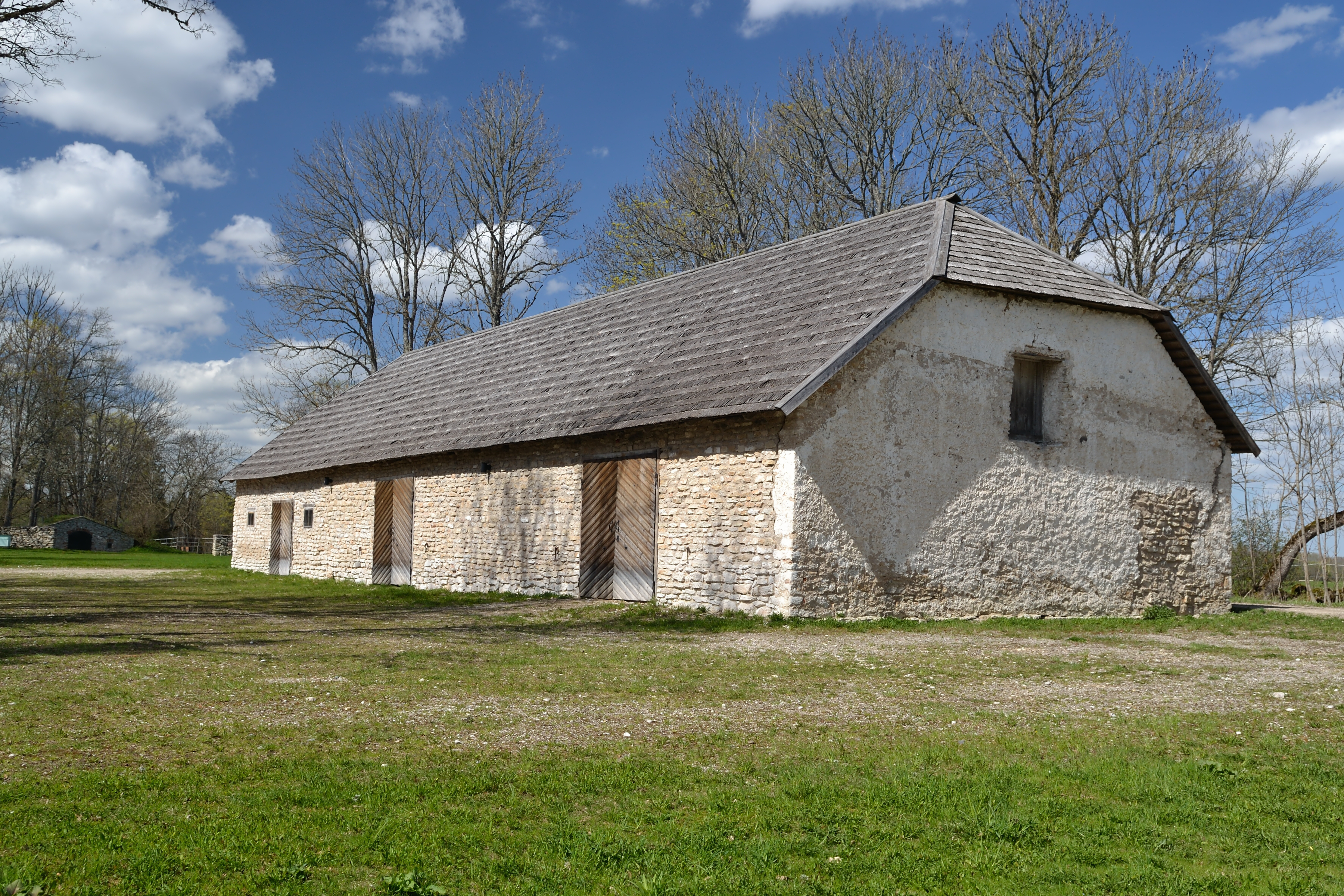
Kirisaare
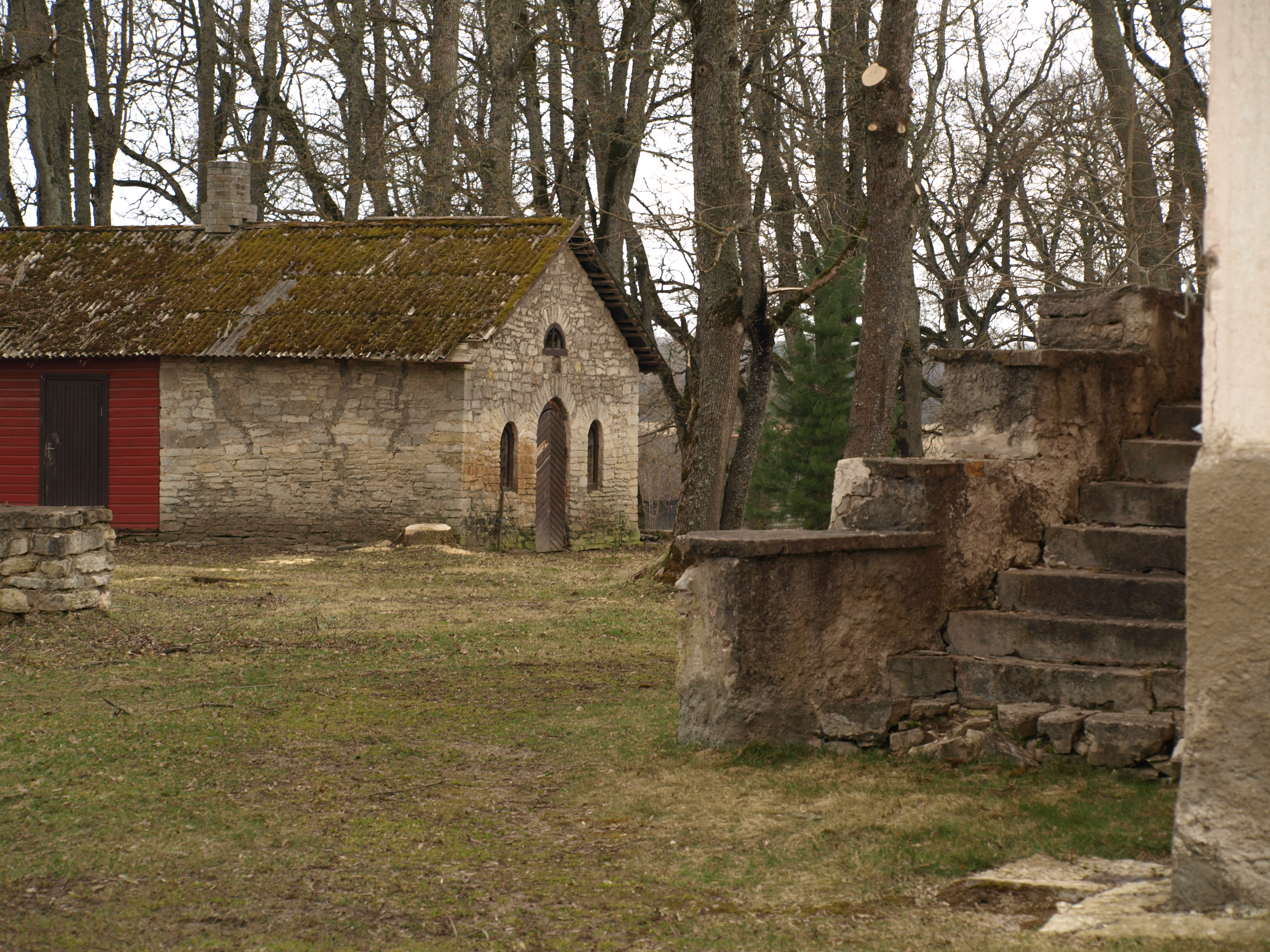
Sargvere
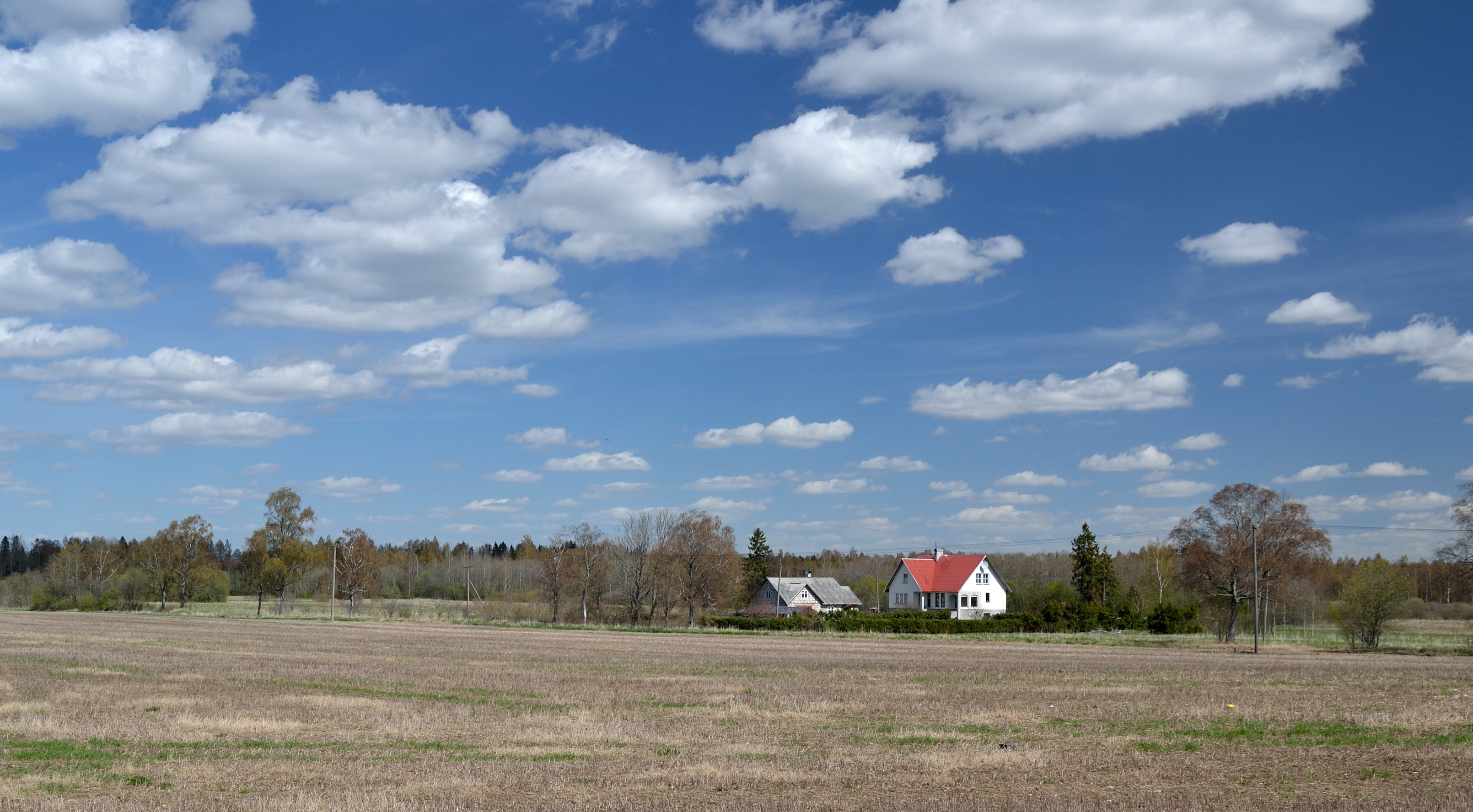
Purdi
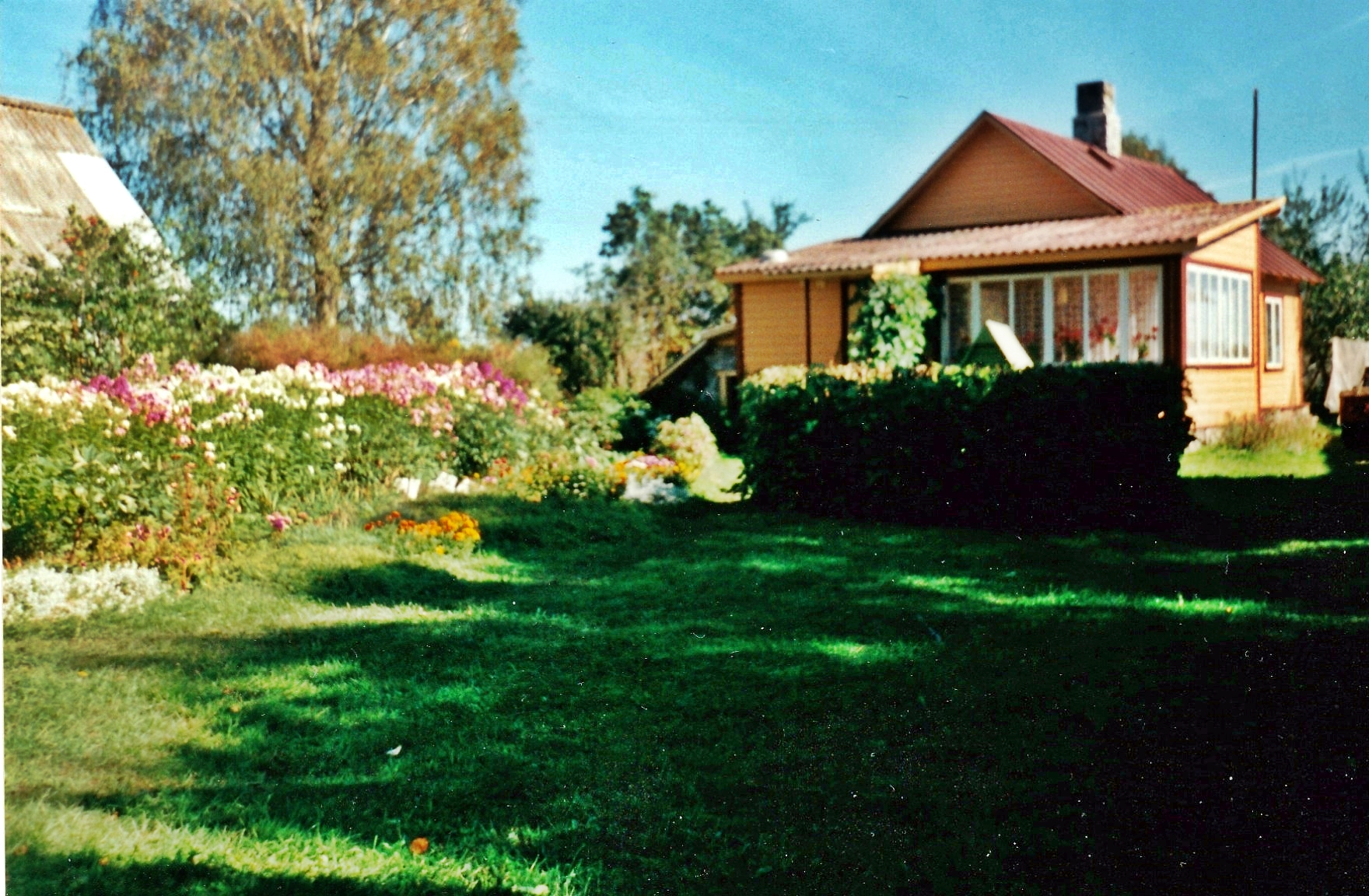
Valasti